# Coptopola cincticrus
Coptopola cincticrus är en insektsart som beskrevs av Stsl 1869. Coptopola cincticrus ingår i släktet Coptopola och familjen lyktstritar. Inga underarter finns listade i Catalogue of Life.